# Норвежский Нобелевский институт
Норвежский Нобелевский Институт (норв. Det Norske Nobelinstitutt) находится в Осло, Норвегия. Институт расположен на улице Хенрика Ибсена 5 в центре города. Он расположен рядом с Королевским дворцом и по диагонали через дорогу от бывшего посольства США.

## История
Институт был основан в 1904 году в Кристиании (Осло). Основная обязанность Нобелевского института заключается в оказании помощи Норвежскому Нобелевскому комитету в задаче выбора получателя(ей) ежегодной Нобелевской премии мира и организации мероприятия по присуждению Нобелевской премии в Осло.
Библиотека института насчитывает около 204 000 наименований, связанных с миром, конфликтами и международными отношениями. Она является крупнейшей в своем роде в Норвегии. В институте также есть собственный научно-исследовательский отдел, организующий исследования, связанные с миром и войной. Институт присуждает несколько ежегодных стипендий для посещения выдающимся международным ученым. Институт организует встречи, семинары и лекции в дополнение к проведению так называемых Нобелевских симпозиумов, обменов мнениями и информацией, на которые он приглашает специалистов из многих стран.
Директор института — Олав Ньёльстад.